# Anetia jaegeri
 (енгл. Jaeger's anetia) је врста инсекта из реда лептира (Lepidoptera) и породице шаренаца (Nymphalidae).

## Распрострањење
Ареал врсте је ограничен на мањи број држава. Врста је присутна у следећим државама: Јамајка, Хаити, и Доминиканска Република.

## Угроженост
Ова врста је на нижем степену опасности од изумирања, и сматра се скоро угроженим таксоном.